# Gare de Plouénan
La  gare de Plouénan  nommée également gare de Kerlaudy est une ancienne gare ferroviaire française de la ligne de Morlaix à Roscoff, située sur la commune de Plouénan, dans le département du Finistère, en région Bretagne.
Elle est mise en service en 1883 par la compagnie des chemins de fer de l'Ouest.
C'est une ancienne halte voyageurs de la Société nationale des chemins de fer français (SNCF), desservie jusqu'en 1981 par des trains de voyageurs, circulant entre Morlaix et Roscoff.
Elle portait également le nom de gare de Kerlaudy, car elle était située dans le hameau de Kerlaudy.

## Situation ferroviaire
Établie à 59 mètres d'altitude, l'ancienne gare de Plouénan est située au point kilométrique (PK) 17.212 de la ligne de Morlaix à Roscoff, entre les gares de Morlaix et Roscoff.

### Desserte
La gare de Plouénan est desservie jusqu'en 1981 par des trains voyageurs qui circulent sur la ligne de Morlaix à Roscoff, entre la gare de Morlaix et la gare de Roscoff.
Depuis l'endommagement de la ligne par des inondations le 3 juin 2018, le trafic est suspendu. 
L'avenir de la ligne aujourd'hui, est incertain, une association a été créée en 2014 (APMR) afin de promouvoir la ligne ferroviaire. Les discussions sur l'avenir de la ligne sont en cours. Le rétablissement des dessertes antérieures à 1981 (Taulé-Henvic, Plouénan…) pourraient être à nouveau réintégré dans la schéma de la rénovation de la ligne. Si la desserte était mis en place à Plouénan, des navettes seraient possiblement mis en place pour desservir la station balnéaire de Carantec.

## Télévision
La gare de Plouénan a servi de tournage pour la série Imogène avec Dominique Lavanant en particulier l'épisode 4  Les fiançailles d'Imogène.

## Bâtiment voyageurs
Bien qu'il n'ait plus d'utilité pour le service ferroviaire, l'ancien bâtiment voyageurs d'origine datant du XIXe siècle, existe toujours et est aujourd'hui une maison privée.